# Toukaram
 (février 2015).

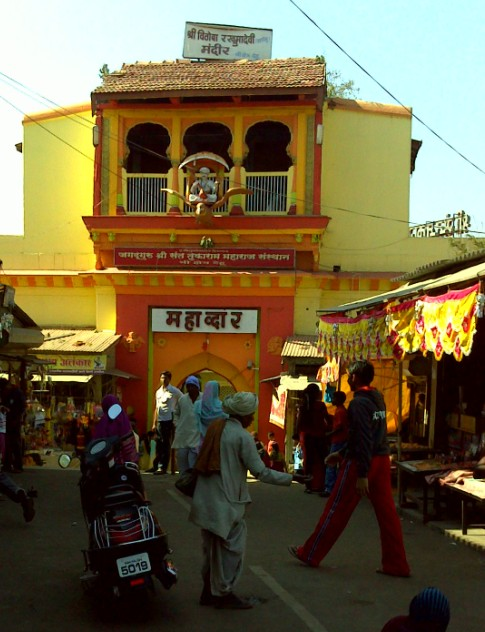
Temple de Toukaram à Dehu, dans le Maharashtra (2011).

Toukaram (Tukārām) (né en 1598 ou 1608 à Dehu (environs de Pune, Maharashtra) - mort à Dehu en 1650) est un poète indien d'expression marathi. Il appartient au mouvement de la bhakti, et il est un des représentants éminents du courant des sant. Son œuvre compte plus de 4000 poèmes.

## Biographie
Toukaram (souvent appelé simplement Touka) vient d'une famille membre de la caste des shudra, et de la jati régionale des Kounbi.
Humble shudra (serviteur « revendeur ») né à Pandharpur (lieu de pèlerinage et petit bourg marathe où Krishna (ou Vithoba) se serait manifesté sous la forme d'un enfant), Touka, à peine âgé de vingt ans, quitta du jour au lendemain la boutique familiale pour aller se réfugier dans la jungle et prier dans la solitude. Sa femme le ramène à la maison mais il repart sans cesse en quête de Dieu. Une nuit, il rêve d'un homme qui lui pose la main sur la tête (en Inde, symbole d'initiation) et avant de partir lui dit son nom tout en lui révélant un mantra : "Rāma, Krishna, Hari". L'homme se nomme Babaji Chaitanya. À son réveil, Toukaram est transfiguré par la joie.
Conscient de son manque de culture, il apprend par cœur les 36 000 versets de la Jnanechvari (un commentaire de la Bhagavad Gita) dû à Dnyaneshwar) et les 20 000 du Bhagavata d'Eknath (en), ainsi que de nombreux psaumes et poèmes de Namdev, Kabir et Mirabaï. 
Fort de ce bagage littéraire, il dirige la prière et les disciples commencent à affluer. Mais les brahmanes, jaloux de leurs prérogatives, lui interdisent d'enseigner et lui ordonnent de détruire ses œuvres. Touka se soumet et jette ses cahiers dans l'Indrayani (fleuve) (en) puis entre dans une méditation qui dure treize jours. Et le quatorzième jour, les eaux du fleuve déposent les cahiers intacts aux pieds du poète qui pleure de joie. Ce miracle, rapporté par la tradition, lui apporte la paix sociale. Touka peut désormais réunir librement ses disciples et composer ses psaumes. Comme il est illettré, ses disciples brahmanes les transcrivent fidèlement sur des manuscrits calligraphiés qui existent toujours. C'est le point de départ d'un mouvement spirituel toujours très populaire en pays marathe : celui des pèlerins (Warkari (en)).
Touka mourut ou, selon la tradition, entra en samadhi à l'âge de 52 ans environ. Il laisse derrière lui une œuvre de plusieurs milliers de poèmes
À diverses reprises, sa vie a été mise en scène par le cinéma indien, par exemple dans Sant Tukaram de Dadasaheb Phalke (1921) et Sant Tukaram de Vishnupant Govind Damle (1936).

## Œuvre
Shudra illettré, Touka revendique l'humilité de ses origines :
        "Fais-moi renaître balayeur, valet ou mendiant,

        Mais place-moi dans la cour de Ta maison."
Il n'hésite pas non plus à introduire dans sa poésie, d'essence populaire, des détails autobiographiques :
         "Ils jetèrent mes cahiers à la rivière.

        Alors, je m'assis obstinément à la porte de mon Dieu :

        Narayana vint à mon aide."
Ses psaumes, très courts, fortement rythmés, sont très elliptiques. Peu de conjonctions, absence de verbes copulatifs. Cette concision donne à cette poésie une sorte de force proverbiale à la fois personnelle et universelle :
        "Si j'avais quelque sagesse

        Je tomberai en grand péril"

        "Mon esprit boîte, je ne connais pas de remède."

        "Le monde me persécute :

        Narayana serait-il mort ?"
À propos de Dieu :
        « Je te donne visage

        Tu me rends infini »

        « Entre nous plus de différence,

        Moi Toi, Toi Touka. »

        « Je ne pouvais plus mentir, 

        donc j'ai commencé à appeler mon chien : « Dieu ». 

        D'abord il m'a regardé, embarrassé ! 

        Alors il a commencé à sourire, alors il a même dansé ! 

        Je l'ai gardé auprès de moi : maintenant il ne mord même plus ! 

        Je me demande si ceci pourrait marcher sur les gens » ?